# Melanosoma

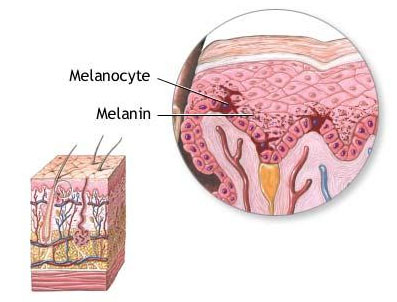
Melanociti della cute

Il melanosoma è un organello prodotto dai melanociti, deputato a sintesi ed accumulo di melanina. I melanosomi migrano all'interno dei cheratinociti determinando la colorazione della pelle naturale, sia quella tipica dell'abbronzatura, dipendenti quindi dalla quantità di melanosomi accumulati all'interno del citoplasma.